# Maya Hawke
Maya Hawke (New York, 8 juli 1998) is een Amerikaanse actrice, model en singer-songwriter.

## Persoonlijk
Hawke is de dochter van acteurs Uma Thurman en Ethan Hawke.

## Filmografie

### Film
- 2004: Kill Bill: Vol. 2, the daughter
- 2018: Ladyworld, als Romy
- 2019: Once Upon a Time in Hollywood, als Linda Kasabian ('Flowerchild')
- 2019: Human Capital, als Shannon
- 2020: Mainstream, als Frankie
- 2021: Italian Studies, als Erin
- 2021: Fear Street Part One: 1994, als Heather Watkins
- 2022: Do Revenge, als Eleanor
- 2023: Asteroid City, als June Douglas
- 2023: Wildcat, als Flannery O'Connor
- 2024: Inside Out 2, als Anxiety (Onzekerheid) (stem)

### Televisie
- 2017: Little Women, als Josephine "Jo" March
- 2019-heden: Stranger Things, als Robin Buckley
- 2020: The Good Lord Bird, als Annie Brown